# Macrohelodes tasmanicus
Macrohelodes tasmanicus là một loài bọ cánh cứng trong họ Scirtidae. Loài này được Blackburn miêu tả khoa học năm 1897.